# Tân gia
Tân gia là một buổi lễ chủ ngôi nhà mới xây xong tổ chức và mời bà con bạn bè đến chia vui có căn nhà mới. Thông thường khách được mời sẽ tặng chủ nhà quà mừng nhà mới như tranh Bát mã toàn đồ, Mã đáo thành công. Các cuộc tân gia thường được ăn mừng bằng các tiệc rượu. Tân gia là một dịp bà con bạn bè gặp gỡ nhau nhưng có thể bị lạm dụng trong trường hợp chủ nhà là lãnh đạo một đơn vị.